# Ophiosphalma jolliense
Ophiosphalma jolliense is een slangster uit de familie Ophiolepididae.
De wetenschappelijke naam van de soort werd in 1909 gepubliceerd door J.F. McClendon.